# Antikensammlungen der Universität Jena
Antikensammlung der Universität Jena, vormals auch Archäologisches Museum, ist eine aus mehreren Teilsammlungen bestehende akademische Lehrsammlung der Friedrich-Schiller-Universität Jena auf dem Gebiet der Klassischen Archäologie, die heute dem Institut für Altertumswissenschaften der Friedrich-Schiller-Universität Jena angeschlossen ist.

## Geschichte

### 19. Jahrhundert

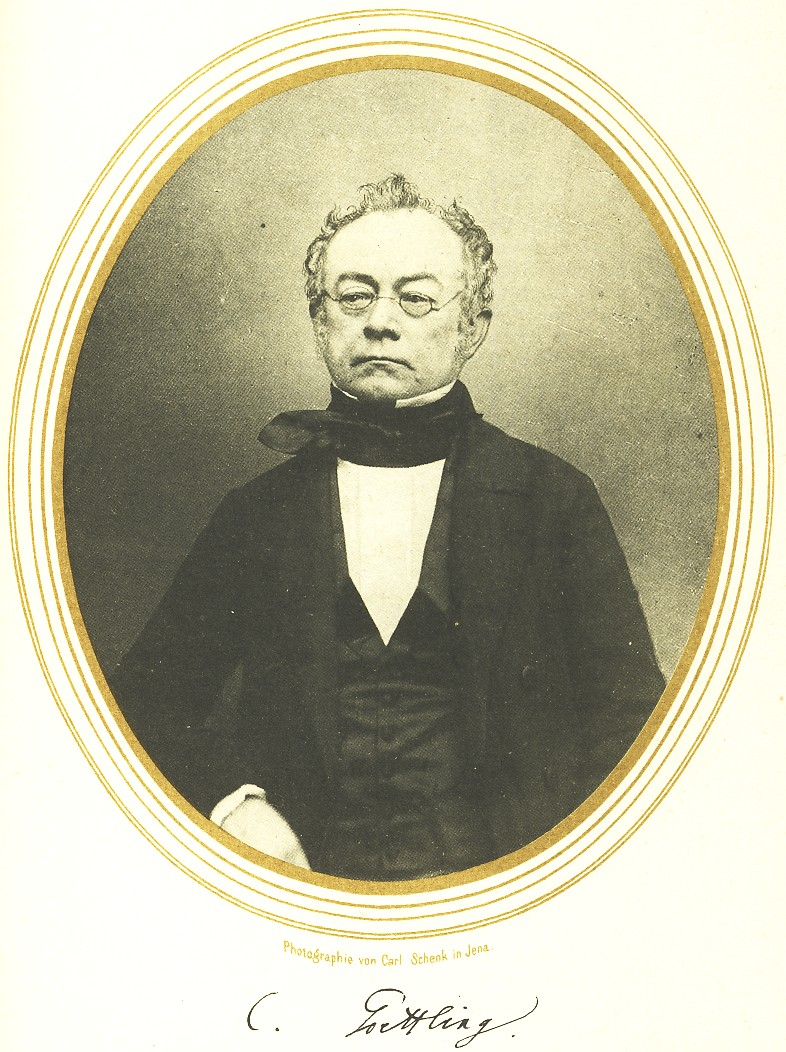
Göttling in einer Zeichnung Carl Schenks (1858)

Die Anfänge der Jenaer Antikensammlung hängen mit dem Wirken des Altphilologen Karl Wilhelm Göttling zusammen. Schon seit dem Beginn seiner Lehrtätigkeit als zunächst außerordentlicher Professor ab 1822 in Jena bezog er auch die archäologischen Hinterlassenschaften in die Lehre ein. Im Rahmen einer Romreise knüpfte er 1828 viele Kontakte, so etwa zu den Römischen Hyperboreern. Erste Versuche, nach der Rückkehr eine Antikensammlung aufzubauen, scheiterten aus Kostengründen am Einspruch des zuständigen Ministers Goethe. Es dauerte bis 1846, dass Göttling, mittlerweile ordentlicher Professor, geheimer Hofrat und Leiter der Universitätsbibliothek, mit seinen Vorstößen Erfolg hatte. Die Entwicklung entsprach weniger einer Einsicht in den Nutzen einer solchen Sammlung als einer allgemein veränderten Sicht auf die archäologischen Hinterlassenschaften und deren Einbeziehung in die akademische Lehre. Jena stand als Universität in Konkurrenz zu anderen deutschen Universitäten. In Göttingen gab es erste Ansätze zu einer universitären Antikensammlung schon seit dem Wirken Christian Gottlob Heynes gegen Ende des 18. Jahrhunderts, in Bonn wurden 1820 die ersten Exponate ins Akademische Kunstmuseum überführt. Parallel begann sich die Klassische Archäologie als eigenständiges Fach von der Klassischen Philologie zu lösen.
Am 2. Oktober 1846 wurde in einem Saal des Jenaer Stadtschlosses das Archäologische Museum eröffnet; weitere Etagen beherbergten ein Mineralogisches und ein Zoologisches Museum. Der Termin wurde auf den des in Jena stattfindenden neunten Jahrestreffens des Vereins deutscher Philologen und Schulmänner gelegt, das den passenden Rahmen für die Eröffnung bot. Neben Göttling gilt der Geologe Carl Gustav Schueler als treibende Kraft hinter der Eröffnung, der trotz des anderen Fachgebietes großes archäologisches Interesse zeigte. Er hatte viele Regionen des Altertums bereist und dabei eine private Sammlung zusammengetragen, die er für das neue Museum zur Verfügung stellen wollte. Zur Eröffnung verfasste Göttling einen ersten Katalog, der 70 Nummern umfasste und noch heute das Profil der damaligen Sammlung deutlich aufzeigt. Ein Gutteil der Stücke wurde extra zur Eröffnung des Museums gestiftet. Darunter fanden sich über 30 altägyptische Objekte aus dem Nachlass von Friedrich Batsch und zehn Objekte aus dem Besitz des preußischen Königs Friedrich Wilhelm IV. Neben den Originalen waren – wie im 19. Jahrhundert üblich – die Abgüsse antiker Skulpturen das eigentliche zentrale Sammelthema. Auch diese wurden weitestgehend durch Spendenmittel finanziert. Schon im Jahr vor der Gründung initiierte Göttling die sogenannten Akademischen Rosenvorlesungen, benannt nach dem Veranstaltungsraum, dem Rosensaal. Bei diesen hielten Kapazitäten verschiedener Fachrichtungen – zumeist neu berufene Hochschullehrer – öffentliche Vorträge, aus deren Erlösen die Sammlung erweitert werden konnte. Diese Tradition wurde bis zum Ersten Weltkrieg fortgesetzt. Durch solche Veranstaltungen wurde das Museum über den akademischen Rahmen hinaus zu einem Zentrum des Jenaer Bildungsbürgertums und des gesellschaftlichen Lebens. Die gemeinsame Leitung der Museums durch Göttling und Schueler fand nach einem Zerwürfnis der beiden Männer im Juli 1849 ein Ende; Schueler verließ die Museumsleitung.

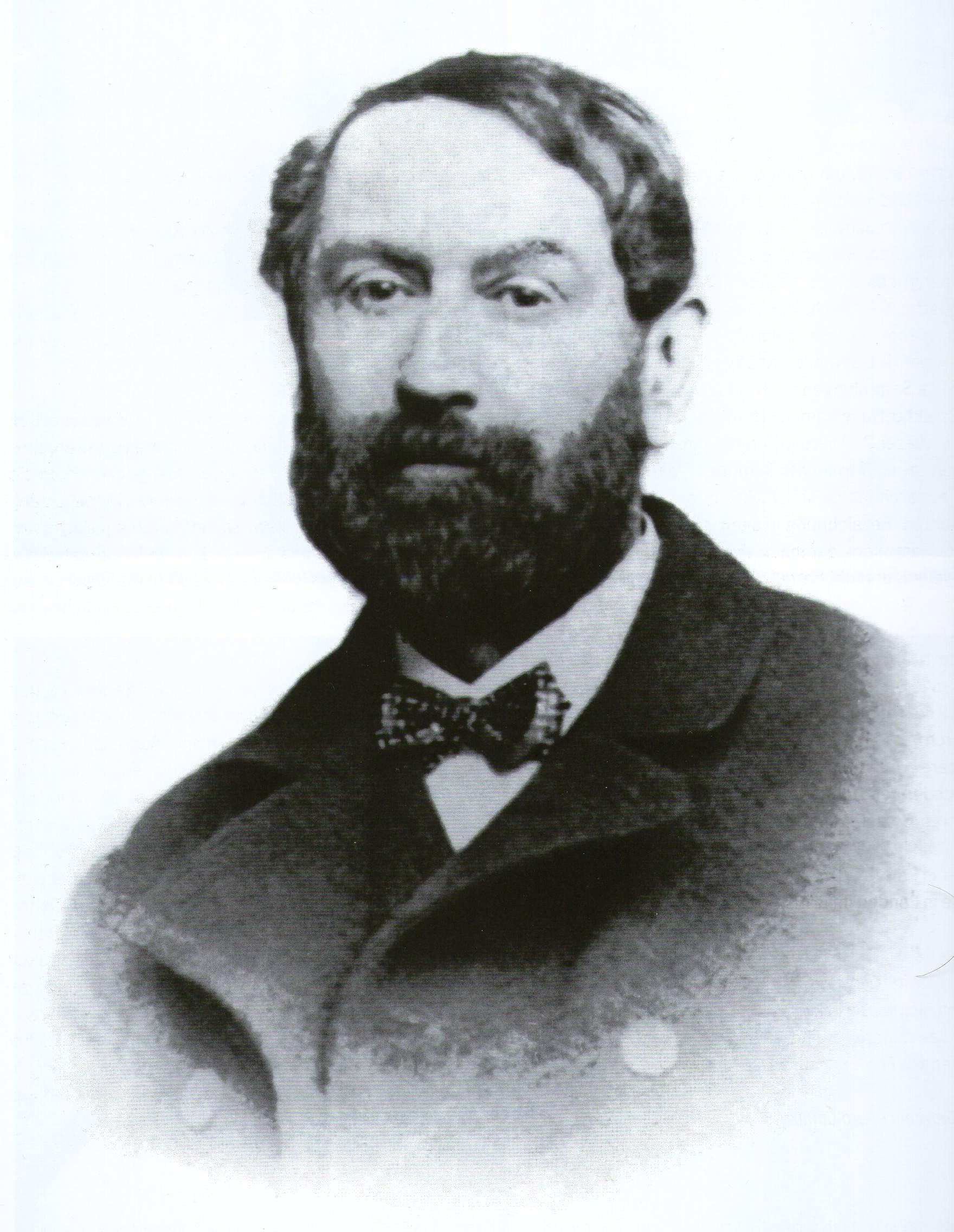
Giampietro Campana vor 1859

Anders als viele andere universitäre Sammlungen der Zeit erhielt Jena vor allem in seiner Frühzeit eine nennenswerte Zahl originaler Objekte antiker Kleinkunst. Schon wenige Tage nach der Eröffnung erhielt die Sammlung eine umfangreiche Schenkung von Herzog Joseph von Sachsen-Altenburg. Die durch Emil Braun vermittelten Stücke, die gemeinsam mit denen für die Sammlung Bernhard von Lindenaus, heute im Lindenau-Museum in Altenburg, verschickt wurden, sollten eigentlich schon bei der Eröffnung des Museums gezeigt werden, kamen jedoch nicht rechtzeitig für die Eröffnung an. Diese fast 200 Nummern – darunter 170 antike Originale – umfassende Sammlung stammte aus dem vormaligen Besitz Giampietro Campanas. Er hatte diese Stücke Herzog Joseph geschenkt, weil er deshalb das Komthurkreuz 2. Klasse, dritthöchster Grad des Sächsisch-Ernestinischen Hausordens, und dadurch Prestige sowie die damit verbundene gesellschaftliche Stellung in Italien erhielt. Neben Büchern und graphischen Werken erhielt das Museum der Universität 63 antike Vasen, 12 Campanareliefs – einige von ihnen als Abgüsse beziehungsweise sehr stark ergänzt – sowie Kopien etruskischer Grabmalereien in Originalgröße, darunter die Tomba Campana aus Veji. Gerade die Stücke aus der Sammlung Campanas, die vielfach damals nicht im Fokus des wissenschaftlichen Interesses standen, etwa Objekte serieller Produktion, sorgten für eine vergleichsweise moderne Ausrichtung der Jenaer Archäologie dieser Zeit.
Beide Bereiche der Sammlung – Abgusssammlung wie Originalsammlung – wurden in der Folgezeit gezielt durch Göttling erweitert. 1852 bereiste er Griechenland. Dabei kaufte er sowohl Abgüsse, etwa des Apoll von Tenea, als auch Originale an, etwa bronzene Votive in Olympia. Göttling war auch hier wieder mit an der Spitze der internationalen Entwicklung, die sich im Zuge der vermehrten Großgrabungen im östlichen Mittelmeerraum hin zu griechischen Originalen wandte. Von herausragender Bedeutung ist der Erwerb einer zunächst nicht besonders beachteten und vor allem als Studienobjekte für die Lehre erworbenen, weitestgehend zusammengehörigen Gruppe fragmentierter Scherben. Dabei handelte es sich um einen von bislang nur drei bekannten Werkstattfunden aus Athen. Zudem konnte er einem der letzten bedeutenden Schalenmaler des attisch–rotfigurigen Stils zugewiesen werden, der nach dem jetzigen Aufbewahrungsort der Scherben Jenaer Maler genannt wird. Bis zur Bearbeitung durch John D. Beazley blieb dieser Fundkomplex außerhalb Jenas weitestgehend unbekannt.
Göttlings Nachfolger setzen die Ausbaupolitik fort. Sowohl die Abgusssammlung wie auch die Originalsammlung wuchs schnell an. Bis zum Ende des Jahrhunderts waren fast alle bedeutenden Kulturlandschaften und Materialgattungen der Antike in der Jenaer Sammlung präsent.

### 20. Jahrhundert

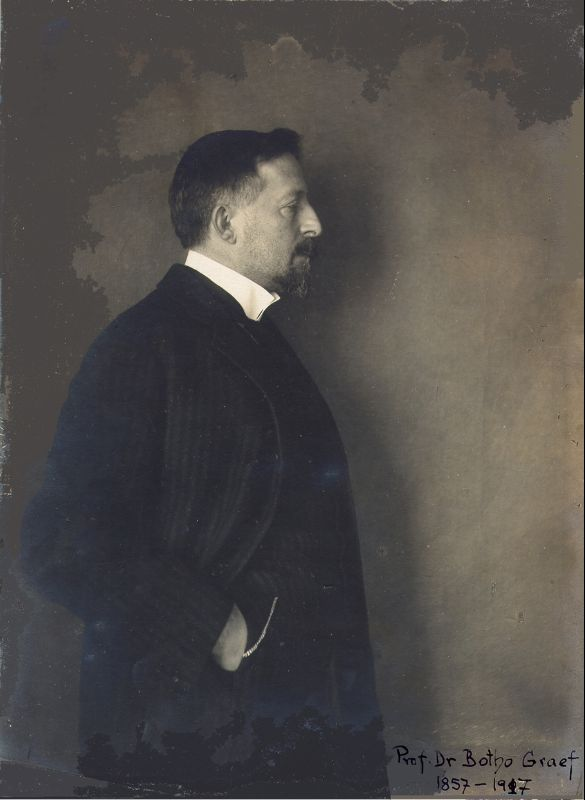
Botho Graef um 1909

Zwischen 1904 und 1908 konnte das Museum größere Räumlichkeiten neben der Aula im neu errichteten Hauptgebäude der Universität beziehen, was für den hohen Stellenwert der Archäologie spricht. Während im 19. Jahrhundert vor allem der Ausbau der Abgusssammlung im Zentrum stand – sie umfasste 1938 604 Objekte –, rückte seit der Berufung des ersten Ordinarius für Klassische Archäologie im Jahr 1899, Ferdinand Noack, und seines Nachfolgers Botho Graef (1904–1917) der Ausbau der Originalsammlung immer mehr in den Mittelpunkt. Zu dieser Zeit, in der neue Epochen, insbesondere die griechische Frühzeit durch die Minoische Kultur und die Mykenische Kultur, in das Blickfeld traten, waren auch die Jenaer Archäologen an entsprechenden Stücken für die Sammlung interessiert. 1902 erhielt das Museum einen Satz der Schliemann-Doubletten. Nach dem Ersten Weltkrieg wurde es auch für die Jenaer Sammlung schwieriger, die Mittel für Erweiterungen zu erhalten, weshalb Zuwächse nun vor allem durch private Spenden zustande kamen. An Herbert Koch und dessen Forschungsreise nach Griechenland erinnert das Wandbild von Charles Crodel über dem früheren Eingang zum Archäologischen Museum: Griechenland und die Vertreibung der Türken von der Athenischen Burg sowie dessen Farbholzschnitt Wilhelm Worringer und Herbert Koch.
1940 erhielt das Museum so die Sammlung antiker Lampen des Kaufmanns Otto Wohlberedt. Im Zuge des Zweiten Weltkriegs mussten das Museum geschlossen und die Objekte ausgelagert werden, da der Platz anderweitig benötigt wurde. Alles in allem überstand die Sammlung den Krieg als eine der wenigen deutschen Sammlungen dieser Art weitestgehend unbeschadet, beschädigte Stücke wurden schnell nach dem Krieg restauriert.
Am 22. Mai 1950 konnte das Museum wieder eröffnet werden, jedoch blieb die Kleinkunst-Sammlung weiterhin unter unzureichenden, beengten und ungesicherten Bedingungen in Räumlichkeiten des Instituts aufgestellt und ab 1969 magaziniert. Obwohl dieser Sammlungsteil für mehr als 60 Jahre öffentlich nicht mehr zugänglich und auch für die akademische Lehre nur bedingt nutzbar war, erhielt er sporadisch nennenswerten Zuwachs. Dazu gehörte 1961 eine Reihe syro-palästinischer Gläser, die aus dem Nachlass von F. E. G. Reblings übernommen werden konnten. Aufgrund von Spezialisierungen und Sammlungs-Umstrukturierungen gab das städtische Museum Weimar 1982/83 seine Sammlung römischer Keramik und antiker Lampen nach Jena ab, weitere Objekte wurden aus dem Museum Schloss Heidecksburg in Rudolstadt übernommen. Das Museum wurde 1962 geschlossen, die Räume neuen Zwecken zugeführt. Bis 1983 wurden die Abgüsse in der Schlosskirche Sondershausen gezeigt, danach auch dort wegen Platzmangels weitergegeben und im Keller des Pergamonmuseums in Berlin magaziniert.
Seit 1996 konnten auf Initiative der 1993 berufenen Ordinaria Angelika Geyer einzelne Stücke restauriert und zurückgeführt werden. Sie fanden vor allem im Foyer des Hörsaalgebäudes des Campus an der Carl-Zeiss-Straße 3, vereinzelt auch in weiteren Gebäuden der Universität, Aufstellung. Ebenfalls seit 1996 konnten sukzessive Teile der Originalsammlung im Stadtmuseum Jena in Sonderausstellungen gezeigt werden, allen voran eine Ausstellung mit den Stücken des Jenaer Malers.

### 21. Jahrhundert
2004 wurde ein Unterstützerverein für die Antikensammlung mit dem Namen Thiasos gegründet. Auch die Erschließung des Sammlungsbestandes nahm nach der Berufung Geyers an Fahrt auf. 2011 erschien der erste Band mit Stücken der Jenaer Sammlung im Rahmen des Corpus Vasorum Antiquorum Deutschland. Bemühungen, eine dauerhafte Stätte für die Ausstellung aller Sammlungsteile zu finden, blieben lange Zeit trotz verschiedener Ideen ohne Erfolg. Erst 2010 fand man mit ehemaligen Werksräumen der Carl-Zeiss-Werke einen einigermaßen geeigneten Ort, um Abguss- und Originalsammlung aufstellen zu können. Dies war mittlerweile umso dringlicher, als der Sammlung eine nennenswerte Dauerleihgabe in Aussicht gestellt wurde. Mit großem finanziellen Aufwand wurden die neuen Räumlichkeiten teilsaniert. Im Dezember 2010 konnten die Objekte überführt werden. Im Frühjahr darauf erfolgte die Integration mehrerer Dauerleihgaben, die auch erstmals einige wenige großformatige antike Originale beinhaltete. Zudem konnten die noch erhaltenen Abgüsse aus Berlin als Dauerleihgabe nach Jena zurückgeholt werden, finden aber weiterhin zu einem Gutteil in anderen Gebäuden der Universität Aufstellung. Nachdem das Institut für Altertumswissenschaften einschließlich des zugehörigen Lehrstuhls für Klassische Archäologie im April 2018 sein neues Gebäude, das Schwarz’sche Haus, bezog, steht dort im Erd- und Untergeschoss eine weitere Fläche für Sonderausstellungen zur Verfügung.

## Bestände

### Sammlung Antiker Kleinkunst
Seit der Eröffnung der ständigen Ausstellungsfläche zu Beginn der 2010er Jahre konnte die Originalsammlung erstmals seit der Schließung des Antikenmuseums wieder angemessen zugänglich gemacht werden, einen geregelten Öffentlichkeitsverkehr mit festen Öffnungszeiten gibt es jedoch nicht.
In weiten Teilen hat die Sammlung den typischen Charakter einer universitären Lehrsammlung zur Klassischen Antike in Deutschland. Der Schwerpunkt liegt im Bereich der Kleinkunst mit Objekten aus Keramik, Glas und Bronze. Dank einer fast 60 Stücke umfassenden Dauerleihgabe aus der Schweiz gibt es auch einige wenige Stücke der Großplastik und einen steinernen Sarkophag. Neben Stücken der klassischen, griechisch-römischen, Antike besitzt die Sammlung auch eine Zahl altägyptischer Objekte, darunter Mumienmasken, Teile von Mumien und weitere Stücke, die unmittelbar mit den Begräbnisriten zu tun hatten. Hinzu kommen einzelne Stücke von weiteren Nachbar- und Vorgängerkulturen, darunter verschiedene kyprische Brettidole.
Der bedeutendste Teil der Sammlung griechischer Keramik ist der Werkstattfund, der nach dem zentralen Meister der Werkstatt von John D. Beazley als „Werkstatt des Jenaer Malers“ benannt wurde. Dieser Maler erhielt wiederum seinen Notnamen „Jenaer Maler“ nach den Werken der Jenaer Sammlung. Auch Werke der weniger bedeutenden Maler dieser Werkstatt, des Q-Malers und des Diomedes-Malers, gehören zur Jenaer Sammlung, die vorwiegend aus Schalenfragmenten besteht, aus denen zum Teil wieder ganze Schalen rekonstruiert werden konnten.
Von der Keramik anderer Meister, Werkstätten, Regionen und Epochen seien die folgenden Stücke genannt: ein Fragment aus dem Umfeld des Lysippides-Malers, eine weißgrundige Lekythos des Tymbos-Malers, ein Glockenkrater aus der Asteas-Werkstatt, zwei Olpen des Malers von Vatikan G 49, eine Amphora der Praxias-Gruppe, ein Kelchkraterfragment in der Art des Meidias-Malers, eine mittelkorinthische Schale der Gorgoneion-Gruppe, zwei Halsamphoren des Malers von Villa Giulia M 482, ein korinthischer Aryballos der Gruppe der Münchener Sirene, ein korinthisches Alabastron aus der Werkstatt der Boreaden-Gruppe, eine Schale aus dem Umkreis der Andokides-Gruppe, eine Halsamphora der Drei-Linien-Gruppe mit der Darstellung der Schändung Kassandras sowie eine Hydria des Malers von München 1410. Neben den Stücken der Werkstatt des Jenaer Malers ist wohl eine Sophilos zugeschriebene schwarzfigurige Bauchamphora mit der Darstellung zweier sich gegenüber stehender Sirenen das bedeutendste Stück im Bereich der Vasen. Neben den Malern um den Jenaer Maler besitzt die Sammlung mit der schwarzfigurigen Oinochoe des attischen Malers des Jenaer Kaineus eine weitere Namenvase. Bislang keinem Maler zugewiesen wurde beispielsweise eine attisch-schwarzfigurige Halsamphora, die Herakles und Nereus zeigt. Aus geometrischer Zeit ist das wichtigste Objekt eine Pferdepyxis mit zwei Pferden auf dem Deckel.
Weitere Vasen besitzt die Sammlung aus Etrurien. Zudem besitzt Jena verschiedene Stücke der Koroplastik, böotische Brettidole und römische Tonlampen. Von der ehemals bedeutenden Sammlung von mehr als zehn Campanareliefs sind nur noch ein nahezu vollständiges Stück sowie einige Fragmente erhalten. Zu den bedeutendsten Stücken im Bereich der Bronzen gehören eine Statuette des Herkules sowie ein Helm im korinthischen Stil. Zudem besitzt die Sammlung die Rekonstruktion einer Hoplitenausrüstung aus klassischer Zeit (spätes 5., frühes 4. Jahrhundert v. Chr.). Aus einem anderen Museum wurde im Zuge der Umstrukturierungen in den DDR-Museen in den 1980er Jahren eine nennenswerte Zahl römischer Gläser übernommen. Zu den Stücken der Kleinplastik gehört unter anderem ein Torso einer Amazone, wohl aus dem 1./2. Jahrhundert.

### Sammlung von Abgüssen Antiker Plastik
Nach der Verbringung der letzten Stücke der einstmals so großen und bedeutenden Abgusssammlung mit mehr als 600 Objekten 1983 aus der Schlosskirche Sondershausen in das Magazin des Berliner Pergamonmuseums verschwanden diese Stücke aus dem öffentlichen Bewusstsein. Mit der Überführung wurden sie auch Eigentum des Pergamonmuseums. Seit 1996 erfolgte eine vereinzelte Rückführung von Objekten mit Unterstützung der mit Unterstützung der Staatlichen Museen Berlin/Stiftung Preußischer Kulturbesitz als Dauerleihgaben nach Jena. 2011 konnte schließlich die umfangreiche Zahl von 284 nach Jena zurückgebracht werden. Hier gibt es für sie keinen zusammenhängenden Ausstellungsort. Sie sind an verschiedenen Orten ausgestellt, darunter am neuen Campus am Ernst-Abbe-Platz, im Universitätshauptgebäude am Fürstengraben, im Großen Rosensaal, im Universitätssportzentrum, in der Sammlung Antiker Kleinkunst und im Klinikum Lobeda.
Die Abgusssammlung umfasst Stücke von den vorantiken Mittelmeerkulturen bis zur Spätantike. Der Schwerpunkt liegt auf Stücken der Griechischen Klassik. Vorherrschend sind großplastische Statuen, Abgüsse von Reliefs sowie Porträts.

### Akademisches Münzkabinett
Die eigene mehr als 1000 Stücke umfassende und als Lehrsammlung konzipierte Sammlung des Münzkabinetts umfasst Münzen aus der griechisch-römischen Antike ebenso wie aus dem Mittelalter, wurde weitestgehend zwischen 1846 und 1920 zusammengetragen. Der Schwerpunkt liegt dabei deutlich auf römischen Münzen von der Republik bis in die Spätantike (vom 3. Jh. v. Chr. bis ins 6. Jh. n. Chr.).
Der größere Teil der Sammlung ist eine Dauerleihgabe der Klassik Stiftung Weimar. Diese repräsentative Teilsammlung umfasst über 4000 Stücke aus allen Epochen des römischen Reiches, die der preußische Oberstleutnant Friedrich Wilhelm Schmidt († 1846) in der ersten Hälfte des 19. Jahrhunderts zusammengetragen hat.

### Weitere Sammlungen
Die Klassische Archäologie an der Universität Jena besitzt einige weitere Sammlungen, die aber nicht in den direkten Bereich der Antikensammlungen fallen. Dabei handelt es sich zum einen um die Sammlung historischer Dias und Fotos, die seit 1846 zusammengetragen wurde, zum anderen um das Dr. Windfeld-Hansen-Archiv mit dem Nachlass des Bauforschers Hemming Windfeld-Hansen, der eine große Sammlung an Materialien zu Monumenten der Römerzeit und der Spätantike zusammentrug.
Daneben gibt es an der Universität weitere altertumswissenschaftliche und archäologische Spezialsammlungen, die zum Teil auch Objekte beinhalten, die zum Forschungsbereich der Klassischen Archäologie gehören:
- Frau Professor Hilprecht Collection of Babylonian Antiquities[22]
- Jenaer Papyrussammlung[23]
- Orientalisches Münzkabinett der Universität Jena[24] (die zweitgrößte Sammlung orientalischer Münzen in Deutschland)
- Sammlung Ur- und Frühgeschichte der Universität Jena[25][26]
- Sammlung der Forschungsstelle Bilzingsleben[27]

## Ausstellungen
Ausstellungen wurden bis zur Schaffung eines eigenen Ausstellungsraumes 2018 zumeist mit Partnern außerhalb der Universität durchgeführt.
- 1996: Der Jenaer Maler. Eine Töpferwerkstatt im klassischen Athen
- 1999: Mediterrane Kunstlandschaften in der Sammlung Antiker Kleinkunst der Friedrich-Schiller-Universität Jena
- 2005: Moneta Augusti. Römische Münzen der Kaiserzeit und Spätantike im Akademischen Münzkabinett der Friedrich-Schiller-Universität Jena. Die Sammlung Schmidt der Stiftung Weimarer Klassik und Kunstsammlungen und Eigenbestände
- 2011: Herakles & Co. Götter und Helden im antiken Griechenland
- 2012: Ägypten. Unbekannte Schätze aus Thüringer Sammlungen
- 2014: Der Weg in die Unterwelt. Tod und Bestattung in der Antike
- 2016: Vom Olymp zum Brocken – Herakles und Co. in Nordhausen
- 2016: Entdeckungen im Land des Goldenen Vlieses. Archäologische Funde aus Georgien in Jena
- 2016: Unterwegs ins Altertum. Jenaer Reisende am Mittelmeer – das Mittelmeer in Reisebildern. Historische Photographien aus der Sammlung des Lehrstuhls für Klassische Archäologie der Friedrich-Schiller-Universität Jena
- 2018: Gauner, Gönner und Gelehrter. Die Schenkung des Marchese Giovanni Pietro Campana von 1846
- 2019: Parallelwelten. Bronzezeit am Mittelmeer und in Mitteldeutschland.
- 2019: Kinder! Der Olymp ruft!
- 2021: Mehr als Brot und Wein. Antike Speisen – Alltagskost und Tafelluxus[29]
- 2022: Athen – In der Antike. Kunst und Kultur in der Blütezeit (Doppelausstellung zusammen mit dem Stadtmuseum Jena)
- 2023: Das Kolosseum. Sichtweisen auf ein Wahrzeichen
- 2024: Hall of Fame. Antike Porträts im Fokus
- 2024: Endymata. Mode in der Antike (Fokus auf Mode der griechischen Antike)
- 2025: Indumenta. Mode in der Antike (Fokus auf Mode der römischen Antike)

## Mitarbeitende
Die Leitung des Museums ist seit der Gründung des Archäologischen Instituts mit dem Inhaber/der Inhaberin der Professur verbunden. Aufgrund des Arbeitsaufwands ist seit der Neukonzeptionierung der Universität nach der Wende auch eine mittlerweile übliche Kustodie für die praktische Betreuung vorgesehen.
Leitung
- 1846–1869: Karl Wilhelm Göttling

1846–1849 mit Carl Gustav Schueler
- 1869–1874: Conrad Bursian
- 1874–1876: Rudolf Schöll
- 1876–1877: Alfred von Gutschmid
- 1899–1904: Ferdinand Noack
- 1904–1917: Botho Graef
- 1918–1929: Herbert Koch
- 1930: Camillo Praschniker
- 1931–1933: Ernst Langlotz
- 1933–1936: Reinhard Herbig
- 1937–1945: Walter Hahland (seit 1941 von Friedrich Zucker vertreten)
- 1945–1952: Ludger Alscher (kommissarisch)
- 1953–1953: Robert Heidenreich
- 1960–1991: Gerhard Zinserling
- 1993–2013: Angelika Geyer
- seit 2014: Eva Winter

Kustodie
- bis 2007: Verena Paul-Zinserling
- 2007 Hadwiga Schörner (Vertretung)
- seit 2007: Dennis Graen

## Publikationen
- C. Göttling: Verzeichniss der Gegenstände des im Jahr 1846 gegründeten archäologischen Museums der Universität Jena. 1. Auflage. Jena 1846 (eingeschränkte Vorschau in der Google-Buchsuche – enthält 70 Nummern auf 24 Seiten).
- C. Göttling: Verzeichniss der Gegenstände des im Jahr 1846 gegründeten archäologischen Museums der Universität Jena. 2. Auflage. C. Hochhausen, Jena 1848, urn:nbn:de:bvb:12-bsb10256842-6 (enthält 297 Nummern auf 64 Seiten, nicht nur Antiken).
- C. W. Goettling: Das archaeologische Museum der Universität Jena, gegründet im Jahr 1845. 3. Auflage. Friedrich Mauke, Jena 1854, urn:nbn:de:bvb:12-bsb10256843-1 (Digitalisat: mit Leerseiten durchschossenes Handexemplar des Verfassers u. a. mit handschriftlichen Nachträgen Nr. 473–557 bis 1865 – enthält 472 Nummern auf 87 Druckseiten).
- Hadwiga Schörner: Jena, Sammlung Antiker Kleinkunst der Friedrich-Schiller-Universität. Band 1 (= Corpus Vasorum Antiquorum Deutschland. Band 90). C. H. Beck, München 2011, ISBN 978-3-406-62560-2.
- Hadwiga Schörner: Die Bedeutung der griechischen Vasen in den Universitätssammlungen Wien und Jena von ihrer Gründung bis zu Mitte des 20. Jhs. In: Stefan Schmidt, Matthias Steinhart (Hrsg.): Sammeln und Erforschen. Griechische Vasen in neuzeitlichen Sammlungen (= Beihefte zum Corpus Vasorum Antiquorum. Band VI). C. H. Beck, München 2014, ISBN 978-3-406-66400-7, S. 137–147.
- Heike Richter: Geschichte des Archäologischen Museums der Universität Jena 1846–1962. (= Jenaer archäologische Schriften. Band 2). Reichert, Wiesbaden 2017, ISBN 978-3-95490-155-5.

Ausstellungskataloge
- Lehrstuhl für Klassische Archäologie der Friedrich-Schiller-Universität Jena (Herausgeber): Der Jenaer Maler. Eine Töpferwerkstatt im klassischen Athen. Eine Ausstellung des Lehrstuhls für Klassische Archäologie der Friedrich-Schiller-Universität Jena in Zusammenarbeit mit dem Stadtmuseum Göhre in Jena. Dr. Ludwig Reichert Verlag, Wiesbaden 1996, ISBN 3-88226-864-6.
- Diverse: Herakles & Co. Götter und Helden im antiken Griechenland. Antike Kunst aus den Sammlungen der Universitäten Jena und Gießen. (= Akamas. Arbeiten zur Klassischen Archäologie – Mitteilungen aus der Antikensammlung der Justus-Liebig-Universität Gießen. Band 6). Inst. für Altertumswissenschaften und Antikensammlung der Justus-Liebig-Universität, Gießen 2010, ISBN 978-3-942259-02-6.
- Dennis Graen (Herausgeber): Ägypten, unbekannte Schätze aus Thüringer Sammlungen. Katalog zur Ausstellung im Museum für Ur- und Frühgeschichte Thüringens, Weimar (27. Juni – 24. August 2012). (= Beiträge aus den Sammlungen der Universität Jena. Band 1). Friedrich-Schiller-Universität, Jena 2012, ISBN 978-3-9814576-6-7.
- Eva Winter (Herausgeberin): Gauner, Gönner und Gelehrter. Die Schenkung des Marchese Giovanni Pietro Campana von 1846. (= Beiträge aus den Sammlungen der Universität Jena. Band 4). Friedrich-Schiller-Universität, Jena 2018, ISBN 978-3-9818697-5-0.

Jenaer Hefte zur Klassischen Archäologie
1. Angelika Geyer (Herausgeberin): Abgüsse aus dem ehemaligen Archäologischen Museum der Friedrich-Schiller-Universität I. Glaux-Verlag, Jena 1997, ISBN 3-931743-31-4.
2. siehe Jenaer Archäologische Schriften. Band 2.
3. Angelika Geyer (Herausgeberin): Mediterrane Kunstlandschaften in der Sammlung Antiker Kleinkunst der Friedrich-Schiller-Universität Jena. Katalog zur Ausstellung im Stadtmuseum Göhre in Jena vom 9. Mai bis 26. Juni 1999. Glaux-Verlag, Jena 1999, ISBN 3-931743-33-0.
4. Verena Paul-Zinserling: Die Terrakotten der Sammlung Antiker Kleinkunst der Friedrich-Schiller-Universität Jena. Glaux-Verlag, Jena 2002, ISBN 3-931743-41-1.
5. Yvonne Seidel: Die Öllampen in der Sammlung Antiker Kleinkunst der Friedrich-Schiller-Universität Jena. Glaux-Verlag, Jena 2002, ISBN 3-931743-57-8.
6. Angelika Geyer (Herausgeberin): Moneta Augusti. Römische Münzen der Kaiserzeit und Spätantike im Akademischen Münzkabinett der Friedrich-Schiller-Universität Jena. Die Sammlung Schmidt der Stiftung Weimarer Klassik und Kunstsammlungen und Eigenbestände. Katalog zur Ausstellung im Stadtmuseum Göhre in Jena, vom 10. Februar bis 1. Mai 2005. Glaux-Verlag, Jena 2005, ISBN 3-931743-79-9.
7. Angelika Geyer (Herausgeberin): 1846 – 2006. 160 Jahre Archäologisches Museum der Universität Jena. Thüringer Sammlungen im Kontext internationaler Netzwerke. Kolloquiumsband der Tagung in Jena am 28. Oktober 2006. Logos-Verlag, Jena 2008, ISBN 978-3-8325-2084-7.
8. Angelika Geyer und Mareike Rind (Herausgeberinnen): Unterwegs ins Altertum – Jenaer Reisende am Mittelmeer – das Mittelmeer in Reisebildern. Historische Photographien aus der Sammlung des Lehrstuhls für Klassische Archäologie der Friedrich-Schiller-Universität Jena. Parerga zu einer Ausstellung in Zusammenarbeit mit der SCHOTT Villa Jena. Logos-Verlag, Jena 2016, ISBN 978-3-8325-4386-0.

Jahresgabe des Vereins Thiasos e.V. Freundeskreis der Antikensammlungen der Friedrich-Schiller-Universität und der Klassischen Archäologie in Jena
- 2010: Hadwiga Schörner: Das Grabmal Carl Wilhelm Goettlings auf dem Jenaer Johannisfriedhof und seine historischen Vorbilder. GGP media on demand, Pößneck 2010.
- 2011: Angelika Geyer: „Minerva Giustiniani“. Abgüsse oder Gegenwart(en) der Antike. GGP media on demand, Pößneck 2011.
- 2012: Torsten Kleinschmidt: Rom, Armenien und der Partherkrieg des Lucius Verus. flyeralarm, Würzburg 2012.
- 2013: Angelika Geyer: Rede zur Wiedereröffnung der Antikensammlung der Universität Jena am 24.04.2012. flyeralarm, Würzburg 2013.
- 2015: Dennis Graen: Die Römer am Atlantik. 5 Jahre Jenaer Forschungen in Portugal. flyeralarm, Würzburg 2015.

## Einzelbelege
1. ↑  Unvergesslich ist mir, wie ich 1925 mit Alexander von Stauffenberg in Jena Herbert Kochs Vorlesung über Apollon hörte, erinnert sich Karl Schefold. In: Karl Schefold: Wirkungen Stefan Georges, Castum Peregrini, 173/174, 1986, S. 82 und 97
2. ↑  Sammlungsportal der Friedrich-Schiller-Universität Jena - Sammlungsobjekte. Ehemals im Original (nicht mehr online verfügbar); abgerufen am 12. November 2019. (Seite nicht mehr abrufbar. Suche in Webarchiven)
3. ↑  Detail eines Sarkophags. Archiviert vom Original am 12. November 2019; abgerufen am 23. März 2024.
4. ↑  Kyprische und Böotische Idole. Archiviert vom Original am 12. November 2019; abgerufen am 23. März 2024.
5. ↑  Sammlungsportal der Friedrich-Schiller-Universität Jena - Sammlungsobjekte. Abgerufen am 12. November 2019.
6. ↑  Antiker Scherbenhaufen. Archiviert vom Original am 12. November 2019; abgerufen am 23. März 2024.
7. ↑  Sammlungsportal der Friedrich-Schiller-Universität Jena - Sammlungsobjekte. Abgerufen am 12. November 2019.
8. ↑  Bauchamphore mit Herakles und Nereus. Archiviert vom Original am 12. November 2019; abgerufen am 23. März 2024.
9. ↑  Pferdepaar als Deckelgriff. Archiviert vom Original am 12. November 2019; abgerufen am 23. März 2024.
10. ↑  Kyprische und Böotische Idole. Archiviert vom Original am 12. November 2019; abgerufen am 23. März 2024.
11. ↑  Sammlungsportal der Friedrich-Schiller-Universität Jena - Sammlungsobjekte. Abgerufen am 12. November 2019.
12. ↑  Es leuchtet. Archiviert vom Original am 12. November 2019; abgerufen am 23. März 2024.
13. ↑  Sammlungsportal der Friedrich-Schiller-Universität Jena - Sammlungsobjekte. Abgerufen am 12. November 2019.
14. ↑  Statuette des Hercules. Archiviert vom Original am 12. November 2019; abgerufen am 23. März 2024.
15. ↑  Sammlungsportal der Friedrich-Schiller-Universität Jena - Sammlungsobjekte. Abgerufen am 12. November 2019.
16. ↑  Sammlungsportal der Friedrich-Schiller-Universität Jena - Sammlungsobjekte. Abgerufen am 12. November 2019.
17. ↑  Torso einer Amazone. Archiviert vom Original am 12. November 2019; abgerufen am 23. März 2024.
18. ↑  Sammlungsportal der Friedrich-Schiller-Universität Jena - Sammlungen. Abgerufen am 12. November 2019.
19. ↑  Sammlungsportal der Friedrich-Schiller-Universität Jena - Sammlungen. Abgerufen am 12. November 2019.
20. ↑  Sammlungsportal der Friedrich-Schiller-Universität Jena - Sammlungsobjekte. Archiviert vom Original am 12. November 2019; abgerufen am 23. März 2024.
21. ↑  Institut für Altertumswissenschaften // Sammlungen. Archiviert vom Original am 28. September 2019; abgerufen am 23. März 2024.
22. ↑  Sammlungsportal der Friedrich-Schiller-Universität Jena - Sammlungen. Abgerufen am 12. November 2019.
23. ↑  Sammlungsportal der Friedrich-Schiller-Universität Jena - Sammlungen. Abgerufen am 12. November 2019.
24. ↑  Sammlungsportal der Friedrich-Schiller-Universität Jena - Sammlungen. Abgerufen am 12. November 2019.
25. ↑  Sammlungsportal der Friedrich-Schiller-Universität Jena - Sammlungen. Abgerufen am 12. November 2019.
26. ↑  Sammlung für Ur- & Frühgeschichte. Archiviert vom Original am 25. November 2019; abgerufen am 23. März 2024.
27. ↑  Sammlungsportal der Friedrich-Schiller-Universität Jena - Sammlungen. Abgerufen am 12. November 2019.
28. ↑  Institut für Altertumswissenschaften // Ausstellungen. Archiviert vom Original am 28. September 2019; abgerufen am 23. März 2024.
29. ↑  Mehr als Brot und Wein · Mehr als Brot und Wein. Abgerufen am 15. Mai 2023.